# México en la Liga de Naciones de la Concacaf
La Selección de fútbol de México ha estado presente en las cuatro ediciones de la Liga de Naciones de la Concacaf.
Su primera participación fueron sus dos subcampeonatos, obtenidos en las ediciones 2019-20 y 2023-24.

## Resultados en el torneo
| Edición | Resultado    | Posición | PJ | PG | PE | PP | GF | GC | Dif. | Pts. | Rend.  | Goleador                                                                       |
| ------- | ------------ | -------- | -- | -- | -- | -- | -- | -- | ---- | ---- | ------ | ------------------------------------------------------------------------------ |
| 2019-20 | Subcampeón   | 2.º      | 6  | 4  | 1  | 1  | 15 | 6  | 9    | 13   | 86.6 % | José Juan Macías: 3                                                            |
| 2022-23 | Tercer lugar | 3.º      | 6  | 3  | 2  | 1  | 9  | 6  | 3    | 11   | 61.1 % | 9 jugadoresLozano, Martín, Pineda, Reyes, Romo, Sánchez, Vásquez y Gallardo: 1 |
| 2023-24 | Subcampeón   | 2.º      | 4  | 2  | 0  | 2  | 5  | 4  | 1    | 6    | 50 %   | Álvarez: 2                                                                     |
| Total   | 3/3          | -        | 16 | 9  | 3  | 4  | 29 | 16 | 13   | 30   | 62.5 % | José Juan Macías: 3                                                            |

## 2019-20

### Fase de grupos - Grupo B
| Selección | Pts | PJ | PG | PE | PP | GF | GC | Dif |
| --------- | --- | -- | -- | -- | -- | -- | -- | --- |
| México    | 12  | 4  | 4  | 0  | 0  | 13 | 3  | +10 |
| Panamá    | 3   | 4  | 1  | 0  | 3  | 5  | 9  | –4  |
| Bermudas  | 3   | 4  | 1  | 0  | 3  | 5  | 11 | –6  |

|  | Clasificado al final four. |

### Partidos
| Fecha                   | Lugar            | Instancia              | Local          |                           | Resultado    |                       | Visitante  |
| ----------------------- | ---------------- | ---------------------- | -------------- | ------------------------- | ------------ | --------------------- | ---------- |
| 11 de octubre de 2019   | Hamilton         | Fase de grupos         | Bermudas       | Bandera de Bermudas       | 1:5          | Bandera de México     | México     |
| 15 de octubre de 2019   | Ciudad de México | Fase de grupos         | México         | Bandera de México         | 3:1          | Bandera de Panamá     | Panamá     |
| 15 de noviembre de 2019 | Ciudad de Panamá | Fase de grupos         | Panamá         | Bandera de Panamá         | 0:3          | Bandera de México     | México     |
| 19 de noviembre de 2019 | Toluca           | Fase de grupos         | México         | Bandera de México         | 2:1          | Bandera de Bermudas   | Bermudas   |
| 3 de junio de 2021      | Denver           | Final Four - Semifinal | México         | Bandera de México         | 0:0 (5:4 p.) | Bandera de Costa Rica | Costa Rica |
| 6 de junio de 2021      | Denver           | Final Four - Final     | Estados Unidos | Bandera de Estados Unidos | 3:2          | Bandera de México     | México     |

## 2022-23

### Fase de grupos - Grupo A
| Selección | Pts | PJ | PG | PE | PP | GF | GC | Dif |
| --------- | --- | -- | -- | -- | -- | -- | -- | --- |
| México    | 8   | 4  | 2  | 2  | 0  | 8  | 3  | +5  |
| Jamaica   | 6   | 4  | 1  | 3  | 0  | 7  | 5  | +2  |
| Surinam   | 1   | 4  | 0  | 1  | 3  | 2  | 9  | –7  |

|  | Clasificado al final four. |

### Partidos
| Fecha               | Lugar            | Instancia                                | Local          |                           | Resultado |                    | Visitante |
| ------------------- | ---------------- | ---------------------------------------- | -------------- | ------------------------- | --------- | ------------------ | --------- |
| 11 de junio de 2022 | Torreón          | Fase de grupos                           | México         | Bandera de México         | 3:0       | Bandera de Surinam | Surinam   |
| 14 de junio de 2022 | Kingston         | Fase de grupos                           | Jamaica        | Bandera de Jamaica        | 1:1       | Bandera de México  | México    |
| 23 de marzo de 2023 | Paramaribo       | Fase de grupos                           | Surinam        | Bandera de Surinam        | 0:2       | Bandera de México  | México    |
| 26 de marzo de 2023 | Ciudad de México | Fase de grupos                           | México         | Bandera de México         | 2:2       | Bandera de Jamaica | Jamaica   |
| 15 de junio de 2023 | Las Vegas        | Final Four - Semifinal                   | Estados Unidos | Bandera de Estados Unidos | 3:0       | Bandera de México  | México    |
| 18 de junio de 2023 | Las Vegas        | Final Four - Partido por el Tercer Lugar | México         | Bandera de México         | 1:0       | Bandera de Panamá  | Panamá    |

## 2023-24
En esta edición, México entro hasta los cuartos de final del torneo debido a su posición en el ranking FIFA.

### Partidos
| Fecha                   | Lugar            | Instancia                 | Local          |                           | Resultado    |                     | Visitante |
| ----------------------- | ---------------- | ------------------------- | -------------- | ------------------------- | ------------ | ------------------- | --------- |
| 17 de noviembre de 2023 | Tegucigalpa      | Cuartos de final - Ida    | Honduras       | Bandera de Honduras       | 2:0          | Bandera de México   | México    |
| 21 de noviembre de 2023 | Ciudad de México | Cuartos de final - Vuelta | México         | Bandera de México         | 2:0 (4:2 p.) | Bandera de Honduras | Honduras  |
| 21 de marzo de 2024     | Arlington        | Final Four - Semifinal    | México         | Bandera de México         | 3:0          | Bandera de Panamá   | Panamá    |
| 24 de marzo de 2024     | Arlington        | Final Four - Final        | Estados Unidos | Bandera de Estados Unidos | 2:0          | Bandera de México   | México    |

## 2024-25
Al igual que en la edición anterior, México entro hasta los cuartos de final del torneo debido a su posición en el ranking FIFA. 

### Partidos
| Fecha                   | Lugar          | Instancia                 | Local    |                     | Resultado |                     | Visitante |
| ----------------------- | -------------- | ------------------------- | -------- | ------------------- | --------- | ------------------- | --------- |
| 15 de noviembre de 2023 | San Pedro Sula | Cuartos de final - Ida    | Honduras | Bandera de Honduras | 2:0       | Bandera de México   | México    |
| 19 de noviembre de 2024 | Toluca         | Cuartos de final - Vuelta | México   | Bandera de México   | 4:0       | Bandera de Honduras | Honduras  |
| 20 de marzo de 2025     | Inglewood      | Final Four - Semifinal    | Canadá   | Bandera de Canadá   | 0:2       | Bandera de México   | México    |
| 23 de marzo de 2025     | Inglewood      | Final Four - Final        | México   | Bandera de México   | 2:1       | Bandera de Panamá   | Panamá    |